# Zabójstwo inżyniera Czarta
Zabójstwo inżyniera Czarta (cz. Vražda ing. Čerta) – czechosłowacki film komediowy z 1970 roku w reżyserii Ester Krumbachové. 
Polska premiera odbyła się wraz z reportażem Abakany produkcji WFO z 1970 roku.

## Fabuła
Ona, powabna choć już niezbyt młoda, wspomina jak zadzwonił do niej pewnego dnia jej znajomy, inż. Czart, i przyjął zaproszenie na kolację. Podczas kolacji zachowuje się bardzo dziwnie – zjada wszystko co było przygotowane, łącznie z zapasami z lodówki, i odchodzi, zostawiając po sobie lekki zapach siarki. Czart staje się u niej stałym gościem i Ona marzy, że zostaną małżeństwem. Od zamiarów małżeńskich nie mogły jej odstraszyć nawet pewne ekstrawaganckie obyczaje Czarta: obgryzanie nóżek u mebli, zjadanie skorup naczyń czy kwiatków pokojowych. Wróżka, do której udała się z przyjaciółką Miriam, ostrzega ją przed inżynierem przepowiadając, że w tej miłosnej aferze decydującą rolę odegrają rodzynki. Pewnego dnia bohaterka dochodzi do wniosku, że jej ukochanego interesuje tylko jedzenie. Gdy chce go wypędzić, Czart wyznaje jej miłość
Gościem na ich ślubnej uczcie miał być przyjaciel pana młodego, inżynier Lubos. Ten jednak nie przychodzi. W kłótni, jaka się wywiązuje, inżynier przyznaje się, że jest prawdziwym czartem. To nie zraża Onej. Jednak podczas koncertu, na który poszła z Miriam, Czart pojawia się niespodziewanie na galerii i flirtuje z Miriam. Ona nie może tego ścierpieć i zamierza się zemścić. Przypomina sobie kłótnię przy znalezieniu przez Czarta rodzynków w lodówce, więc kupuje ich wielki wór. Ponieważ w domu nie było nic do jedzenia, Czart zamyka się w kuchni z rodzynkami, a z olbrzymiego worka wystawały tylko jego nogi. Wróżba się sprawdza.

## Obsada
- Jiřina Bohdalová – Ona
- Vladimír Menšík – inż. Czart
- Ljuba Hermanová – Miriam
- Helena Růžičková – wróżka

## Wersja polska
Reżyseria: Izabela Falewiczowa

Udział wzięli:
- Alina Janowska – Ona
- Mieczysław Czechowicz – inż. Czart
- Mira Morawska – Miriam
- Zofia Merle – wróżka

Źródło: 